# Gregory Cohen
Gregory Cohen (Santiago de Chile, 1953) es un actor, guionista, director y académico chileno.

## Carrera
Entre sus estudios se encuentra ingeniería en la Facultad de Ciencias Físicas y Matemáticas de la Universidad de Chile y en la Facultad de Ciencias de la misma institución. Encontró parte de su vocación en el grupo de teatro universitario "El Teniente Bello" y después se dedicó a las comunicaciones, la publicidad y el cine sucesivamente.
Ha escrito novelas como "Mercenario ad honorem" y "El vacío histórico", ha participado en varios cortometrajes, series para televisión, ha escrito guiones y protagonizado films como "El Hombre que imaginaba" y ha dirigido largometrajes como "El baño" 2004, “Adán y Eva” y su último trabajo que fue premiado en el reciente Festival de Cine de Viña del Mar en la categoría de working progress “Función de Gala”.
Fue profesor de la especialidad de Dirección en la Carrera de Cine de la Universidad de Valparaíso.
Ha recibido un gran número de premios entre los que se destacan: 
- Premio Especial de Creatividad para vídeo Blues del Orate, entregado por la Agencia de Publicidad J.Walter Thompson, Chile, diciembre de 1987.
- Guion Comercial Cototo. Segundo Lugar Festival Nacional del Film Publicitario (categoría snacks), Chile, 1996. Segundo lugar Festival Internacional del Film Publicitario, Gramados, Brasil 1987.
- Coguionista junto a Claudio Sapiaín del guion La Memoria del Olvido. Seleccionado por el Instituto de Cine “Sundance” para su análisis junto a guionistas chilenos, latinoamericanos y norteamericanos.
- Guion y Actuación del mediometraje El Blues del Orate. Premio Coral en categoría ficción y Premio Gran Coral de todas las categorías en el Festival Internacional del Nuevo Cine Latinoamericano, La Habana 1987.
- Director del cortometraje La mujer en la cama, Fondart, 1995.
- Coguionista junto con Claudio Sapiaín del film largometraje El hombre que Imaginaba, año 1998. Fondart.
- Codirector junto con Claudio Sapiaín del film mediometraje La espera basado en fragmentos de la obra de teatro “Esperando a Godot” de Samuel Beckett.[2]

## Dirección
- La mujer en la cama (1995)
- El baño (2004)
- Adán y Eva (2008)

## Guionista
- La Memoria del Olvido
- El Blues del Orate (1987)
- El hombre que Imaginaba (1998)

## Telenovelas
- Secretos en el jardín (Canal 13, 2013) - Juan Cristóbal Feliú
- Dime con quién andas (Chilevisión, 2023) - Raimundo Castro Solé